# 河北对囊蕨
河北对囊蕨（学名：Deparia vegetior）也称为河北蛾眉蕨，为蹄盖蕨科对囊蕨属下的一个种。